# Lukinić Brdo
Lukinić Brdo – wieś w Chorwacji, w żupanii zagrzebskiej, w gminie Pokupsko. W 2011 roku liczyła 343 mieszkańców.